# Fédération des partis socialistes de Roumanie
 (février 2025).

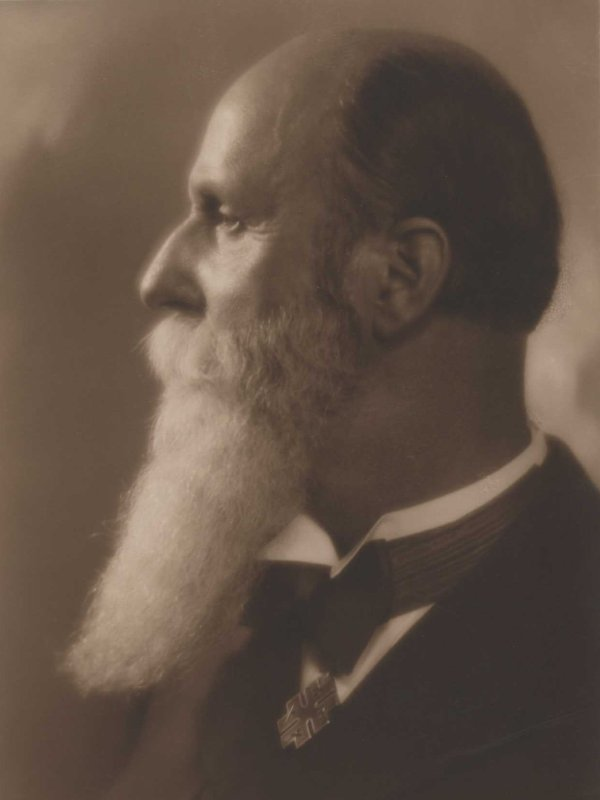
Gheorghe Grigorovici, l'un des premiers dirigeants de la FPSR

La Fédération des partis socialistes de Roumanie était une alliance politique de courte durée du royaume de Roumanie.
Elle a été fondée les 19-20 juin 1921 à Ploieşti. Après sa création, elle soutiendra la libération des dirigeants communistes arrêtés en 12 mai, après le Ier Congrès du Parti communiste roumain. C'est pour cette raison qu'elle sera portée à l'attention des autorités, même si cela ne représentait pas une menace à l'époque.